# Crusader (herní série)
Crusader je dvoudílná série akčních videoher vyvinutá společností Origin Systems a vydaná Electronic Arts v polovině 90. let. Skládá se z her Crusader: No Remorse, vydané v roce 1995 a Crusader: No Regret vydané o rok později. Původně byly napsány pro MS-DOS, v letech 1996 a 1997 přibyly verze pro PlayStation a Sega Saturn pro No Remorse. No Regret se portu na konzole nedočkal. 
Děj obou her se odehrává v dystopickém světě budoucnosti na konci 22. století. Středobodem příběhu je elitní voják, jež „sešel z cesty“ obránce zájmů WEC (světového ekonomického konsorcia) a spojil síly s organizací bojující proti tomuto konsorciu, nazvané Resistance.

## Kontext děje
Vlivem ekonomickým kolapsům z konce 20. století se národy Země začaly postupně organizovat do obrovských ekonomických konglomerátů, které se nakonec spojily do Světového ekonomického konsorcia (World Economic Consortium, WEC). WEC se stalo novodobým tyranem – odepřelo lidem většinu základních práv a svobod, svobodu tisku, nastavilo daně přes 90 % a používá vojenské síly k potření jakéhokoli odporu. Jen elitní třída uvnitř WEC se těší moci a bohatství. Patří mezi ně prezident Gauthier a předseda Nathaniel Draygan.
Proti WEC se vytvořila organizace, která si říká Resistance (jakési hnutí odporu), vedená bývalým plukovníkem WEC a nyní generálem Quentinem Maxisem. Resistance proti WEC v přesile a je to nesourodá směsice lidí jako bývalých vojáků a zaměstnanců pro WEC, politických disidentů, zavilých odpůrců WEC a kriminálníků.
V intru Crusader: No Remorse se trio elitních vojáků WEC (tzv. Silencers) vrací z nezdařené mise, ve které neposlechli příkazu pálit na civilisty, které chybně měli za rebely. Jsou přepadeni mechanoidem WEC a dva z nich jsou zabiti. Třetímu z nich, kapitánovi beze jména (který se stane hráčovou postavou) se podaří stroj zneškodnit granátem.
Kapitán pak přehodnotí morálku konsorcia, pro které pracoval, a připojí se k hnutí odporu, kde se coby bývalý voják WEC setkává se záští, nedůvěrou i nenávistí.

## Crusader: No Remorse
V průběhu hry se kapitán bez okolků a reptání pouští do nebezpečných misí, často s nedostatečným vybavením a jeho nepřetržitým úspěchem v nich si postupně získává respekt ze strany členů hnutí odporu.
Nakonec odhalí tajné plány na vesmírnou stanici WEC – „Platformu bdělosti“, která může zaútočit na jakékoli místo na Zemi z vesmíru, což znamená, že celá města, ve kterých WEC ví, že sídlí hnutí odporu, mohou být vymazána z mapy – záleží jen na milosti či nemilosti konsorcia. Hnutí odporu v těchto městech se pod pohrůžkou bombardování musí vzdát. Ve stejné době je buňka hnutí odporu zrazena zevnitř a téměř všichni v ní jsou zabiti. I přes zradu z vlastních řad se kapitánovi podaří infiltrovat Platformu bdělosti a zničit ji. Zrádce je též na této stanici, bránící kapsle s podporou životních funkcí, a vyzve kapitána na souboj o přístup k poslední kapsli. S tím, jak Platforma vybuchuje, volá kapitánovi předseda WEC Draygan, který mu slibuje pomstu.

## Crusader: No Regret
Příběh Crusader: No Regret začíná 46 hodin po posledních událostech z Crusader: No Remorse. Vesmírná fregata WEC míří k Měsíci, kde vyzvedne životapodpůrnou kapsli s kapitánem a ještě se stačí spojit s místním hnutím odporu. WEC používá Měsíc jako důl a vězení, kde většina politických odpůrců a členů hnutí odporu je nuceno k těžbě vzácné radioaktivní sloučeniny, di-corelia. Tento minerál je základem pro prakticky veškerou energetiku na Zemi. Zhruba půlka známých zásob se nachází na Měsíci a jeho nedostatek by WEC dokázal způsobit problémy. Z toho důvodu je předseda WEC Draygan zde, aby měl dohled na těžbou, která se v poslední době opožďovala – možná vlivem akcím buňky hnutí odporu situované přímo na Měsíci, na základně na jeho odvrácené straně. Draygan proto není zrovna rád, když se dozví, že kapitán zřejmě přežil a je možné, že je právě on v aktivitách hnutí odporu zde může mít prsty.
V průběhu deseti misí Crusader: No Regret, kapitán pracuje na podrytí přítomnosti WEC na Měsíci, což kulminuje v setkání s Drayganem tváří v tvář. Měsíční ústředí WEC je zničeno a hnutí odporu se zmocní těžebních operací, což jen zaručí budoucí ultimátní střet s konsorciem. Příběh Crusader: No Regret oproti No Remorse je o dost plošší.